# Krellschuss
Ein Krellschuss ist ein Treffer im Bereich der Dornfortsätze der Wirbelsäule eines Wildtieres. Durch diesen Treffer wird ein Schock im Nervensystem ausgelöst, was dazu führt, dass das Wild schlagartig nach dem Treffer zusammenbricht und danach kurzzeitig betäubt ist. Es kann dabei vorkommen, dass sich das so getroffene Wild nach kurzer Zeit erholt. Typische Anzeichen dafür sind, dass sich das Wild auf den Rücken dreht, mit den Läufen schlegelt, dann taumelnd hochkommt und wieder flüchtig wird. Nachsuchen sind in diesen Fällen schwierig und in den meisten Fällen erfolglos. Krellschüsse sind waidmännisch gesehen inakzeptabel. Das Wild ist nicht in der Lage, die verletzte Stelle mit der Zunge (dem Lecker) zu reinigen, um die Heilung der Wunde einzuleiten. Infektionen und Insekteneier führen somit meist zu einem qualvollen Tod.